# Sachsenbrunn
Sachsenbrunn è una frazione della città tedesca di Eisfeld, nel Land della Turingia.

## Storia
Il 1º gennaio 2019 il comune di Sachsenbrunn venne aggregato alla città di Eisfeld.